# Сылва Рассоха
Сылва Рассоха — река в Кушвинском муниципальном округе Свердловской области, приток Сылвицы. Впадает в Сылвицу справа, в 65 км от её устья. Длина реки 12 км. Истоки реки у границы с Пермским краем, восточнее горы Копна. От истока течёт по елово-пихтовому лесу между горами преимущественно на юг, принимая ряд притоков, в том числе правый — реку Каменная Рассоха. Устье в 4 км южнее упразднённого посёлка Горный, где на притоке Каменной Рассохи — реке Волья сохранился пруд.

## Данные водного реестра
По данным государственного водного реестра России, река относится к Камскому бассейновому округу, бассейн реки Кама, подбассейн — Кама до Куйбышевского водохранилища (без бассейнов рек Белой и Вятки), водохозяйственный участок реки — Чусовая от в/п пгт. Кын до устья. Код объекта в государственном водном реестре — 10010100712111100011023.